# Apostle Islands National Lakeshore
L'Apostle Islands National Lakeshore est une aire protégée située en bordure américaine du lac Supérieur, dans l'État du Wisconsin.
Elle fait partie des quatre bordures de lac gérées par le National Park Service, et est principalement connue pour ses phares historiques, ses grottes de grès et ses forêts primaires.